# ماگنی‌چارترز

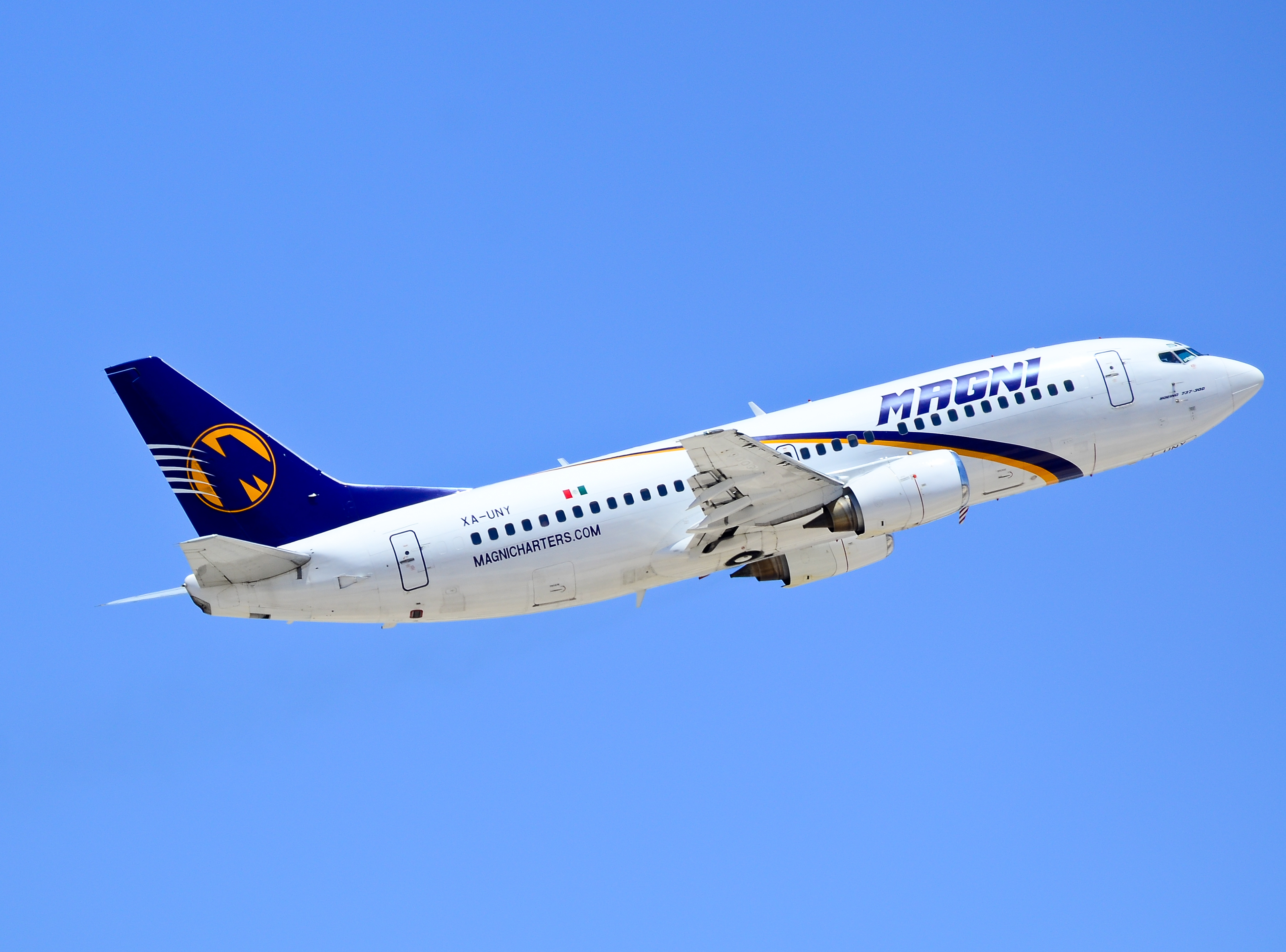

ماگنی‌چارترز (به انگلیسی: Magnicharters) یک شرکت هواپیمایی با کد یاتا UJ است که در ۱۹۹۴ میلادی تأسیس شده و در ۱۹۹۵ فعالیتش را آغاز کرده‌است. دفتر مرکزی ماگنی‌چارترز در مکزیکو سیتی، مکزیک واقع شده‌است و به ۷ مقصد، پرواز انجام می‌دهد.